# 徜徉
徜徉是艾迪塔·歌娳婭的第二張專輯和第一張國際專輯艾迪塔的第五支派台單曲。 這單曲於1999年由波蘭百代唱片公司發行，但僅用作派臺，並沒公開販售。

## 背景
這首歌由 Dominic Bugatti作曲及填詞，Christopher Neil製作。
該單曲於1999年在波蘭和斯堪地那維亞三國發行，用作宣傳專輯艾迪塔的波蘭特別版。

## 曲目列表

### 波蘭/斯堪地那維亞宣傳單曲
1. 徜徉 (Linger) (4:12)

## 音樂錄影帶
該單曲沒有拍攝音樂錄影帶，僅有現場版。

## 榜單排名
成績不算理想，因為此曲已經是1997年的作品，沒有作大量宣傳。